# Ordynacja Opinogórska Krasińskich

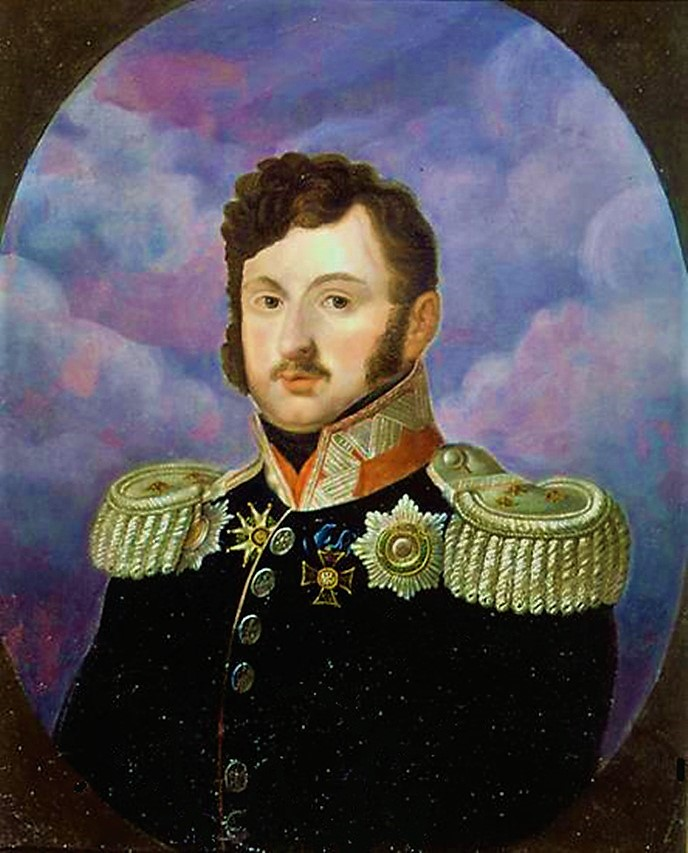
Wincenty Krasiński, fundator i I ordynat Ordynacji Opinogórskiej

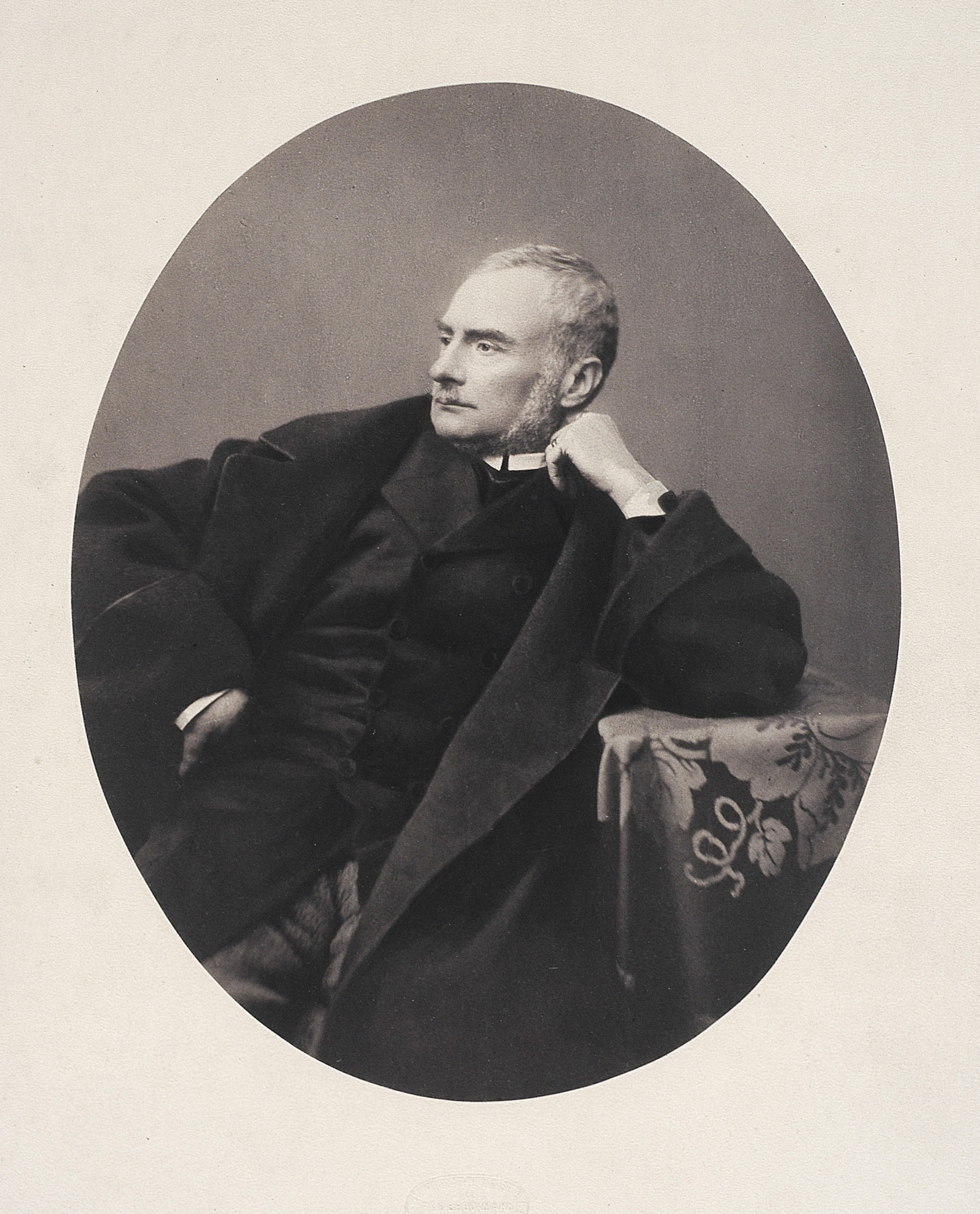
Zygmunt Krasiński, II ordynat Opinogórski

Ordynacja Opinogórska Krasińskich – ordynacja rodowa rodziny Krasińskich herbu Ślepowron z siedzibą w Opinogórze, założona w 1844 roku, istniejąca do 1939 roku. Zlikwidowana na mocy ustawy z 13 lipca 1939 roku a rozparcelowana w 1945 roku na mocy ustawy o reformie rolnej.

## Historia
Ordynację założył w 1844 roku generał Wincenty Krasiński ze swoich rozlicznych dóbr, których podstawą była donacja opinogórska Napoleona I z 1811 roku. Ordynacja miała uchronić majątek Krasińskiego przed dość hulaszczym życiem jego syna i znanego poety. Zgodnie ze statutem, z dziedziczenia były wyłączone kobiety i w razie wymarcia jego potomków w linii męskiej, ordynacja miała przejść na dalszych krewnych ze strony rodziny Krasińskich, co istotnie nastąpiło w 1909 roku. Zgodnie ze statutem ordynaci byli także zobowiązani do utrzymania bogatej w zbiory Biblioteki Ordynacji Krasińskich w Warszawie i jej stałego powiększania. Była to jedna z najzasobniejszych bibliotek prywatnych w kraju.

## Ordynaci
- Wincenty Krasiński (1782-1858), założyciel i I ordynat
- Zygmunt Krasiński (1812-1859), II ordynat, syn poprzedniego
- Władysław Wincenty Krasiński (1844-1873), III ordynat, syn poprzedniego
- Adam Krasiński (1870-1909), IV ordynat, syn poprzedniego, bezpotomny.
- Edward Krasiński (1870-1940), V i ostatni ordynat, kuzyn, zamordowany w Dachau